# Alatina moseri
Alatina moseri Mayer, 1906 è una cubomedusa  della famiglia Alatinidae. 

## Descrizione
Si tratta di una Cubozoa dalla campana di dimensioni medio-grandi: misura circa 80 mm di lungo e 50 mm. Ai quattro angoli dell'ombrella sono presenti dei pedalia, delle appendici muscolose da ognuna delle quali nasce un tentacolo di colore rosa chiaro. 
Nella  A. moseri, i pedalia hanno forma a spatola e misurano sui 15-18 mm di lungo per 14 mm di largo. Ogni tentacolo è cerchiato da anelli di nematocisti e cavo all'interno, percorso da un canale che lo collega alla cavità gastro-vascolare. I tentacoli stessi sono circa della stessa lunghezza dell'ombrella: 80 mm.
Sono presenti quattro ropali lungo il bordo dell'esombrella, situati in nicchie fra un pedalium e l'altro, a circa 15 mm dal margine della campana. Ogni ropalio ha quattro occhi di colore marrone, di cui due complessi, dotati di cristallino, e due semplici, gruppi di pigmenti fotosensibili. Gli occhi guardano verso l'interno della campana.
Nella cavità gastro-vascolare vi è un manubrio, corto e largo, con quattro semplici labbra, che dà in uno stomaco diviso in quattro tasche radiali che si estendono nella mesoglea. Vi sono anche delle facelle, con cirri gastrici semplici a forma di arco in ogni angolo interradiale dello stomaco.
Le gonadi, di colore giallo chiaro, a forma di foglia, si sviluppano unicamente nelle meduse adulte che superano i 60 mm (mentre si trovano in meduse più ben piccole nel caso della Carybdea rastonii).

## Distribuzione e habitat
A differenza delle altre cubomeduse, le A. moseri vivono a grandi profondità e in mare aperto, per risalire in superficie, in vicinanza delle coste, durante alcune notti di luna piena, per la riproduzione.
Esemplari della  A. moseri  sono stati pescati alle isole Hawaii e in Australia, indicando una grande diffusione spaziale nell'Oceano Pacifico. La specie è stata probabilmente trasportata nell'arcipelago hawaiiano all'inizio del XIX secolo da navi in transito. La popolazione a O'ahu è aumentata drasticamente negli anni 1940, mentre la specie è stata avvistata per la prima volta a Waikiki il 5 marzo 1948.
Il nome originale di  Charybdea moseri le è stato dato in onore al capitano dell'Albatross, Jefferson F. Moser, che ha guidato la spedizione del 1902.

## Ecologia
L'A. moseri si riproduce sessualmente. Durante la riproduzione (che avviene nottetempo), le gonadi dei maschi diventano opache prima di rompersi lungo l'asse distale, rilasciando di conseguenza gli spermatozoi prima nella cavità gastrovascolare e in seguito in acqua. Le femmine raccolgono quindi gli spermatozoi nella loro cavità gastrovascolare attraverso il manubrio, prima che anche le loro gonadi diventino opache e si fissurino, rilasciando le uova. Così fecondate, le uova restano qualche ora nella cavità gastrovascolare prima di essere rilasciate in acqua e poi svilupparsi come planule qualche giorno dopo.

## A. mordens
L'analisi filogenetica di esemplari di A. moseri pescati alle Hawaii, confrontati con esemplari di A. mordens del Queensland in australiana, ha indicato che queste due specie sono di fatto una sola.  Anche se esemplari di  A. mordens fossero stati trasportati alle Hawaii da navi, questo avrebbe dovuto avvenire almeno all'inizio del XX secolo, poiché la descrizione originale di Mayer dimostra la presenza della A. moseri nelle isole Hawaii nel 1902. Dato che la rotta Australia-Hawaii era, nel XIX secolo, poco frequentata, una tale possibilità sarebbe quindi da scartare.